# 拔仙台
拔仙台是太白山主峰，位于中国陕西省西安市周至县与宝鸡市太白县交界处，海拔3767.2米，也是秦岭主峰，是汉水和渭水的分水岭，也是青藏高原以东、陕西省的第一高峰。

## 气候
极端低温可达-30℃。积雪期自每年10月至次年6月，积雪厚度可达50厘米。